# TJ Bramble
Thomas-James Everton Bramble, detto TJ (Dartford, 9 maggio 2001), è un calciatore antiguo-barbudano, centrocampista del Welling Utd e della nazionale antiguo-barbudana.

## Carriera

### Club
Cresciuto nel settore giovanile del Gillingham, ha iniziato a giocare in prestito in varie squadre nei campionati dilettantistici inglesi; in particolare la sua prima esperienza in prestito, della durata di un mese, risale al febbraio del 2019, quando va a giocare nella Southern Counties East Football League (nona divisione) al Deal Town. Successivamente, dopo essere rientrato alle giovanili del Gillingham, il 1º novembre 2019 passa in prestito all'East Grinstead Town, club della South East Division della Isthmian League (ottava divisione). Il 22 febbraio il suo prestito viene interrotto ed il giorno stesso Bramble viene ceduto, sempre in prestito, al Sittingbourne, sempre nella South East Division della Isthmian League, dove termina la stagione 2019-2020, conclusa la quale il Gillingham lo svincola.
Il 27 agosto 2020 Bramble si accasa al Dover Athletic, club di National League (quinta divisione e più alto livello calcistico inglese al di fuori della Football League). Nel corso della stagione, che i Whites concludono con un ritiro a stagione in corso, Bramble segna un gol in 12 partite di campionato. Rimane in squadra anche nella stagione successiva, nella quale gioca con maggiore frequenza (22 presenze ed un gol), ma con il club che si piazza nettamente in ultima posizione in campionato, retrocedendo quindi in sesta divisione.
Nell'estate del 2022 Bramble, rimasto svincolato, sostiene dei provini con Leyton Orient e Barnsley, restando però di fatto svincolato fino al marzo del 2023, quando si accasa al Chelmsford City, club di National League South (sesta divisione), con un contratto per gli ultimi due mesi della stagione 2022-2023.

### Nazionale
Il 21 marzo 2018 ha esordito con la nazionale antiguo-barbudana giocando l'amichevole vinta 3-2 contro Bermuda; nel 2021, a tre anni di distanza dall'esordio, è stato nuovamente convocato in nazionale per giocare due partite di qualificazione ai Mondiali del 2022.

## Statistiche

### Presenze e reti nei club
Statistiche aggiornate all'11 settembre 2021.
| Stagione        | Squadra         | Campionato      | Campionato | Campionato | Coppe nazionali | Coppe nazionali | Coppe nazionali | Coppe continentali | Coppe continentali | Coppe continentali | Altre coppe | Altre coppe | Altre coppe | Totale | Totale |
| Stagione        | Squadra         | Comp            | Pres       | Reti       | Comp            | Pres            | Reti            | Comp               | Pres               | Reti               | Comp        | Pres        | Reti        | Pres   | Reti   |
| --------------- | --------------- | --------------- | ---------- | ---------- | --------------- | --------------- | --------------- | ------------------ | ------------------ | ------------------ | ----------- | ----------- | ----------- | ------ | ------ |
| 2020-2021       | Dover Athletic  | NL              | 12         | 1          | FACup           | 1               | 1               |                    | -                  | -                  | FAT         | 1           | 0           | 14     | 2      |
| 2021-2022       | Dover Athletic  | NL              | 3          | 0          | FACup           | 0               | 0               |                    | -                  | -                  | FAT         | 0           | 0           | 3      | 0      |
| Totale carriera | Totale carriera | Totale carriera | 15         | 1          |                 | 1               | 1               |                    | -                  | -                  |             | 1           | 0           | 17     | 2      |

### Cronologia presenze e reti in nazionale
| Cronologia completa delle presenze e delle reti in nazionale ― Antigua e Barbuda | Cronologia completa delle presenze e delle reti in nazionale ― Antigua e Barbuda | Cronologia completa delle presenze e delle reti in nazionale ― Antigua e Barbuda | Cronologia completa delle presenze e delle reti in nazionale ― Antigua e Barbuda | Cronologia completa delle presenze e delle reti in nazionale ― Antigua e Barbuda | Cronologia completa delle presenze e delle reti in nazionale ― Antigua e Barbuda | Cronologia completa delle presenze e delle reti in nazionale ― Antigua e Barbuda | Cronologia completa delle presenze e delle reti in nazionale ― Antigua e Barbuda |
| Data                                                                             | Città                                                                            | In casa                                                                          | Risultato                                                                        | Ospiti                                                                           | Competizione                                                                     | Reti                                                                             | Note                                                                             |
| -------------------------------------------------------------------------------- | -------------------------------------------------------------------------------- | -------------------------------------------------------------------------------- | -------------------------------------------------------------------------------- | -------------------------------------------------------------------------------- | -------------------------------------------------------------------------------- | -------------------------------------------------------------------------------- | -------------------------------------------------------------------------------- |
| 21-3-2018                                                                        | North Sound                                                                      | Antigua e Barbuda                                                                | 3 – 2                                                                            | Bermuda                                                                          | Amichevole                                                                       | -                                                                                | 67’                                                                              |
| 4-6-2021                                                                         | North Sound                                                                      | Antigua e Barbuda                                                                | 1 – 0                                                                            | Grenada                                                                          | Qual. Mondiali 2022                                                              | -                                                                                | 64’                                                                              |
| 3-6-2022                                                                         | Gros Islet                                                                       | Barbados                                                                         | 0 – 1                                                                            | Antigua e Barbuda                                                                | CONCACAF Nations League 2022-2023 - Fase a gironi                                | -                                                                                |                                                                                  |
| 6-6-2022                                                                         | Basseterre                                                                       | Antigua e Barbuda                                                                | 1 – 0                                                                            | Guadalupa                                                                        | CONCACAF Nations League 2022-2023 - Fase a gironi                                | -                                                                                |                                                                                  |
| 10-6-2022                                                                        | Basseterre                                                                       | Antigua e Barbuda                                                                | 0 – 2                                                                            | Cuba                                                                             | CONCACAF Nations League 2022-2023 - Fase a gironi                                | -                                                                                | 45’                                                                              |
| 12-6-2022                                                                        | Santiago di Cuba                                                                 | Cuba                                                                             | 3 – 1                                                                            | Antigua e Barbuda                                                                | CONCACAF Nations League 2022-2023 - Fase a gironi                                | -                                                                                | 29’ 84’                                                                          |
| 24-3-2023                                                                        | Les Abymes                                                                       | Guadalupa                                                                        | 0 – 1                                                                            | Antigua e Barbuda                                                                | CONCACAF Nations League 2022-2023 - Fase a gironi                                | -                                                                                | 44’                                                                              |
| 26-3-2023                                                                        | North Sound                                                                      | Antigua e Barbuda                                                                | 1 – 2                                                                            | Barbados                                                                         | CONCACAF Nations League 2022-2023 - Fase a gironi                                | -                                                                                | 89’                                                                              |
| 16-6-2023                                                                        | Fort Lauderdale                                                                  | Antigua e Barbuda                                                                | 0 – 5                                                                            | Guadalupa                                                                        | Qual. Gold Cup 2023                                                              | -                                                                                | 72’                                                                              |
| 9-9-2023                                                                         | North Sound                                                                      | Antigua e Barbuda                                                                | 1 – 5                                                                            | Guyana                                                                           | CONCACAF Nations League 2023-2024 - Fase a gironi                                | -                                                                                | 68’                                                                              |
| Totale                                                                           |                                                                                  | Presenze                                                                         | 10                                                                               |                                                                                  | Reti                                                                             | 0                                                                                |                                                                                  |